# M/S Jantar
Denna artikel handlar om den polska passagerarfärjan Jantar. För det ryskamilitära spaningsfartyget Jantar, se Projekt_22010_Krjujs#Jantar
M/S Jantar är en polsk personfärja, som sommartid trafikerar rutten mellan Kołobrzeg i Polen och Nexø på Bornholm för rederiet Kołobrzeska Żegluga Pasażerska Sp.z.
M/S Jantar är en 38 meter lång katamaran och byggdes 1986 på varvet Stocznia Wisła i Gdansk i Polen. Hon tar 288 passagerare.